# بورومیر
برومیر، پسر نخست دنه تور و از شخصیت‌های داستان ارباب حلقه ها است. او در جلد اول داستان (یاران حلقه) برای دفاع از مریادوک برندی باک و پرگرین توک کشته می‌شود.